# Bistchonigottine
Bistchonigottine, jedna od dviju skupina Etchaottine Indijanaca koji su živjeli uz jezero Bistcho na području današnjeg distrikta Mackenzie u Sjeverozapadnom teritoriju, Kanada.
Petitot (1891) ih naziva Bes-tchonhi-Gottinè.

## izvori
1. ↑  Hodge